# 卡薩爾 (北卡羅萊納州)
卡薩爾（英語：Casar）是一個位於美國北卡羅萊納州克里夫蘭縣的城鎮。

## 人口
根據2020年美國人口普查的數據，卡薩爾的面積為4.53平方千米，皆為陸地。當地共有人口571人，而人口密度為每平方千米126人。